# Dicladocera
Dicladocera är ett släkte av tvåvingar. Dicladocera ingår i familjen bromsar.

## Dottertaxa tillDicladocera, i alfabetisk ordning[1]
- Dicladocera argentomacula
- Dicladocera basirufa
- Dicladocera beaveri
- Dicladocera bellicosa
- Dicladocera calimaensis
- Dicladocera castanea
- Dicladocera clarus
- Dicladocera curta
- Dicladocera dalessandroi
- Dicladocera distomacula
- Dicladocera exilicorne
- Dicladocera fairchildi
- Dicladocera fulvicornis
- Dicladocera griseipennis
- Dicladocera guttipennis
- Dicladocera hemiptera
- Dicladocera hirsuta
- Dicladocera hoppi
- Dicladocera leei
- Dicladocera macula
- Dicladocera maculistigma
- Dicladocera minos
- Dicladocera molle
- Dicladocera mutata
- Dicladocera neosubmacula
- Dicladocera nigrocoerulea
- Dicladocera nova
- Dicladocera nubipennis
- Dicladocera ornatipenne
- Dicladocera pruinosa
- Dicladocera riveti
- Dicladocera rubiginipennis
- Dicladocera simplex
- Dicladocera submacula
- Dicladocera tribonophora
- Dicladocera uncinata